# Tragedia aérea de Macuto
La tragedia aérea de Macuto se produjo cuando un Avro 748 de Aeropostal trataba de regresar al Aeropuerto Internacional Simón Bolívar de Maiquetía el 3 de marzo de 1978, falleciendo los 47 ocupantes del avión siniestrado.

## Aeronave
La aeronave empleada en la malograda ruta Maiquetía - Cumaná es un Avro 748 con sólo 2 años de servicio para Aeropostal, pues fue fabricada en 1976 por Hawker Siddeley en Gran Bretaña. Esta aeronave era conocida como el "Coche Nocturno", ya que todos los días a la misma hora, 09:00 de la noche despegaba desde Maiquetía para Cumaná Edo Sucre.

## Caída al mar
A los pocos minutos de despegar del Aeropuerto Internacional Simón Bolívar de Maiquetía los pilotos notifican a la torre de control de la falla de los giróscopos, por lo que deciden regresar al aeropuerto. Más tarde se estrellan contra el mar cerca de Macuto.

## Reseña televisiva
El 23 de febrero de 2008 este accidente fue reseñado en el micro Historia de accidentes aéreos en Venezuela, del canal Globovisión con motivo del accidente del vuelo 518 de Santa Bárbara Airlines.